# Ouma Laouali
Pour les articles homonymes, voir Laouali.
 (mai 2021).
Ouma Laouali est une pilote nigérienne, et la première femme à servir en tant que pilote au Niger.

## Biographie
En octobre 2015, le lieutenant Laouali, qui a alors 28 ans, devient la première femme pilote au Niger,,,.

### Formation professionnelle
Laouali fait partie d'une promotion de membres de l'armée de l'air nigérienne à être formés comme pilotes aux États-Unis, dans le cadre d'un programme d'aide à la lutte contre Boko Haram, le groupe terroriste islamiste actif dans la région,.

### Parcours professionnel
Elle pilote par la suite un appareil Cessna, dont deux ont été donnés au Niger par les États-Unis lors d'une cérémonie à Niamey, la capitale du Niger, dans le cadre du programme de formation de 24 millions de dollars.
Laouali pilote un Cessna 208 Caravan, un avion de renseignement, de surveillance et de reconnaissance (ISR), qui peut effectuer diverses tâches militaires.
Selon Ventures Africa, « les femmes pilotes remettent en question les vues sexistes selon lesquelles les hommes sont mieux adaptés en tant que pilotes ». True Africa inclut Laouali dans sa liste des « femmes africaines qui l'ont secoué en 2015 ».